# Mavis (DC Comics)
Mavis è il nome di due personaggi immaginari che comparvero nell'Universo DC. Nella serie della Wonder Woman della Golden Age, il primo di questi personaggi fu un provocatore nazista. Successivamente, Mavis Trent, un personaggio non correlato all'originale comparve nella seri di Hawkman della Silver Age come archeologa per il Museo di Midway City, e ha una cotta per il protagonista della serie.

## Wonder Woman della Golden Age
Una schiava della Baronessa Paula Von Gunther, prese il controllo dell'operazione nazista da spia di Paula dopo la sua riformazione. Astuta, mortale, e determinata a vendicarsi sia di Paula che di Wonder Woman, rubò l'aeroplano invisibile di quest'ultima e lo utilizzò per un sabotaggio aereo, rapendo la figlia di Paula, Gerta, e dopo aver legato Wonder Woman ad una bomba prima di essere inviata sulla Riformation Island (Wonder Woman n. 4).
Avendo trovato un pugnale che emetteva un acido corrosivo dal suo manico, Mavis ruppe le sue catene e scappò dalla Riformation Island. Asserendo controllo sull'operazione di spionaggio Axis negli Stati Uniti, stabilì un quartier generale in una società segreta nel Maine. Wonder Woman infine scoprì dove si trovava Mavis, ma lei rigirò la frittata e intrappolò l'eroina nel suo stesso lazzo magico. Il suo controllo su Wonder Woman venne meno quando senza pensarci le rimosse i braccialetti dalle braccia, scatenando una tale furia nell'amazzone che fu frenata solo quando Paula ricatturò Wonder Woman con il suo lazzo e ne riforgiò i bracciali (Sensation n. 19).

### Hawkman
Un'altra Mavis, non correlata, comparve nei titoli della serie Hawkman negli anni sessanta, cominciando con Brave and the Bold n. 34. era un'archeologa, una naturalista, ed un'artista del diorama al Museo di Midway City quando Carter e Shayera Hall lavoravano lì come custodi. Sconosciuto a Mavis, Hawkman e Hawkwoman erano sposati, e quindi non erano solo colleghi, cosa che la portò a flirtare con Hawkman e provocò la gelosia in Hawkwoman. Accadde anche perché non indossavano la fede nuziale, in quanto non è usanza su Thanagar.
Successivamente, si tinse i capelli di rosso per attirare l'attenzione di Carter. Ad un certo punto scoprì l'identità segreta dei due, nascosti nel Museo. Trovò il costume di Hawkwoman e decise di indossarlo, che la fece somigliare fortemente a Shayera (anche Hawkman ci cascò). Sfortunatamente, durante The Shadow War of Hawkman, fu vaporizzata dai Wingmen of Thanagar che la scambiarono per Hawkwoman. La sua ultima comparsa (pre-Crisi) fu in Hawkman Special n. 1, in cui compariva nei sogni di Katar mentre lui era occupato con la propria morte, insieme a quelle di Fel Andar, del Fantasma Gentiluomo e tanti altri.

### Hawkworld
Mavis comparve come un coordinatore delle mostre del Museo di Storia Naturale Edwards a Chicago. Fu lei ad organizzare la mostra sulla cultura Thanagariana. Molto simile alla sua incarnazione precedente, flirtò spesso con Katar Hol, ma lui pensava solo a sua moglie. Il suo status attuale è sconosciuto.